# Combats du Reigersvliet
Les combats du Reigersvliet (en néerlandais Slag aan de Reigersvliet) sont des affrontements entre les troupes belges et allemandes qui eurent lieu dans les environs de Stuivekenskerke en mars 1918, pour 2 avant-postes belges sur le Reigersvliet (un canal de drainage d'un polder).

## Contexte
Au début de la Première Guerre mondiale, les forces impériales allemandes franchissent l'Yser lors de la bataille de l'Yser mais doivent se replier après l’inondation de la plaine de l'Yser. L'abandon de leurs positions entre le remblai du chemin de fer Nieuport-Dixmude et l'Yser marque le début de 4 ans de guerre de positions. Dans la plaine, les 2 camps installent des avant-postes. Les Allemands avaient ainsi un avant-poste au Château Vicogne (Viconiahoeve), à la ferme du Kloosterhoek et dans les fermes du Tervatebocht. Les Belges avaient sur des terrains émergés dans la plaine inondée, 2 avant-postes près du Reigersvliet. À Oud-Stuivekens, se trouvait le Grand-Garde no 1 ou Grand-Garde sud qui était un poste d'observation et d'artillerie camouflé dans les ruines de l'église de Stuivekenskerke. Il était relié à la ligne de chemin de fer par une passerelle et une tranchée. Plus au nord, se trouvait le Grand-Garde no 2 également appelé Grand-Garde Reigersvliet ou Grand-Garde Nord qui était relié à la voie ferrée par 2 passerelles et d'où partaient 7 tranchées menant à des postes de tir disséminés en demi-cercle.

## Les combats
En mars 1918, les Allemands décidèrent de briser la ligne de front sur l'Yser et de marcher sur Calais.
Le 6 mars, les Allemands bombardèrent les positions belges et des éléments de la 214e Division d'infanterie lancèrent l'assaut sur les avant-postes. À Oud-Stuivekens, les Belges du 2e bataillon de carabiniers-cyclistes réussirent à enrayer l'assaut à l'aide de mitrailleuses et à conserver leurs positions. Les positions au nord du Reigersvliet durent un premier temps être abandonnées par les Belges, mais elles furent rapidement récupérées grâce à l'envoi de renforts. Le général De Blauwe, commandant la 2e Division de Cavalerie ayant pris rapidement la décision de lancer une contre-attaque menée par le Major Jones à la tête de 2 escadrons du 1er et 2e régiments de Chasseurs à Cheval
La contre-attaque est préparée et soutenue par l'artillerie de la 2e division de cavalerie, sous le commandement du Major Verhavert.
Le 9 mars, les Allemands tentent une attaque au gaz, mais ils sont repoussés une fois de plus par le feu des mitrailleuses.
Au matin du 18 mars, les Allemands lancèrent de nouveau un double assaut appuyé par les gaz. La position au nord du Reigersvliet put cette fois-ci être tenue grâce à une contre-attaque du 5e régiment de Lanciers par contre celle de Oud-Stuivekens fut perdue par la 3e compagnie du 1er bataillon de Carabiniers-Cyclistes et reprise dans l'après-midi par la 1re compagnie du même régiment.

## Conséquences
Du 6 au 9 mars, le 5e régiment de Lanciers perdit les deux tiers de ses effectifs.
Ces combats valurent aux 1er et 2e bataillons de Carabiniers-Cyclistes, au 5e régiment de Lanciers, aux 1er et 2e régiments de chasseurs à cheval, au 14e régiment d'artillerie et à la Compagnie des Pionniers-Pontonniers-Cyclistes de la Division de Cavalerie la mention Reigersvliet sur leurs étendards.

## Monuments
À Oud-Stuivekens subsistent les vestiges du poste sud d'observation. Un monument commémoratif en l'honneur des bataillons de Carabiniers-Cyclistes et du régiment de Lancier ont été également élevés.
Au carrefour entre la Viconiastraat et la route vers Oud-Stuivekens, environ à mi-chemin entre les 2 avant-postes, fut dressé en 1987 sur initiative de la province un monument avec l’inscription : "Reigersvliet, Grote Wacht 1914-1918".

## Sources
- (nl) Cet article est partiellement ou en totalité issu de l’article de Wikipédia en néerlandais intitulé « Slag aan de Reigersvliet » (voir la liste des auteurs).
- (nl) site sur la Grande Guerre détaillant les combats